# Sweating the Plague
Sweating the Plague è il 29° album in studio del gruppo musicale statunitense Guided by Voices, pubblicato nel 2019 negli Stati Uniti d'America dalla propria etichetta discografica.

## Tracce
Tutti i brani sono stati scritti da Robert Pollard.
Lato A
1. Downer - 3:13
2. Street Party - 1:59
3. Mother's Milk Elementary - 2:24
4. Heavy Like the World - 3:13
5. Ego Central High - 3:02
6. The Very Second - 4:43

Lato B
1. Tiger on Top - 3:02
2. Unfun Glitz - 2:54
3. Your Cricket (Is Rather Unique) - 3:02
4. Immortals - 3:08
5. My Wrestling Days Are Over - 2:12
6. Sons of the Beard - 4:48

## Formazione
- Robert Pollard – voce
- Doug Gillard – chitarra
- Bobby Bare Jr. – chitarra
- Mark Shue – basso
- Kevin March – batteria